# Tetenco
Tetenco är en ort i Mexiko.   Den ligger i kommunen Tepoztlán och delstaten Morelos, i den sydöstra delen av landet, 50 km söder om huvudstaden Mexico City. Tetenco ligger 1 511 meter över havet och antalet invånare är 341.
Terrängen runt Tetenco är varierad, och sluttar söderut. Runt Tetenco är det mycket tätbefolkat, med 3 134 invånare per kvadratkilometer. Närmaste större samhälle är Cuernavaca, 5,2 km väster om Tetenco. Omgivningarna runt Tetenco är en mosaik av jordbruksmark och naturlig växtlighet.